# Malayepipona maculosa
Malayepipona maculosa (лат.) — вид одиночных ос рода Malayepipona (Eumeninae).

## Распространение
Китай, Yunnan Province, Ninglang County, 27,282°N, 100,849°E, на высоте 2271 м.

## Описание
Мелкие осы (длина около 1 см). Основная окраска чёрная с желтовато-оранжевыми отметинами. Этот вид легко отличить от всех других представителей рода Malayepipona по следующему сочетанию признаков: наличник редко пунктирован, апикальный край посередине глубоко выемчатый и латерально образует пару острых зубцов, апикальная пластинка-ламелла на втором тергите Т2 короткая, Т3 без апикальной ламеллы и Т1 — Т5 с буроватыми апикальными перевязками. Тело чёрное, со следующими красновато-коричневыми частями: большие пятна на верхнем боковом углу и два небольших пятна на вершине наличника, узкая полоса по внутреннему краю глаза, идущая от низа лба к нижней глазной пазухе, скапус вентрально, длинное пятно на щеке, дорсальное основание переднеспинки и ветви, идущие по постеродорсальному краю переднеспинки, тегула, паратегула, два боковых пятна заднеспинки, апикальные перетяжки тергитов Т1 — Т5, апикальное пятно латерально на стерните S2 и апикальные края S3 — S5; крылья коричневые, краевая ячейка переднего крыла с тёмным пятном на вершине. Нижнечелюстные щупики 6-члениковые, а нижнегубные состоят из 4 сегментов (формула 6,4).

## Таксономия и этимология
Таксон был впервые описан в 2021 году китайскими энтомологами Yue Bai, Bin Chen, Ting-Jing Li (Chongqing Normal University, Чунцин, Китай). Видовое название происходит от латинского слова maculosus (отмеченный), относящихся к соответствующему признаку (точки на наличнике).